# Семенюк, Виктория Витальевна
Виктория Витальевна Семенюк (эст. Viktoria Semenjuk; род. 13 марта 2001, Таллин) — эстонская и белорусская фигуристка, выступающая в танцах на льду. На протяжении девяти лет её партнёром по катанию являлся Артур Груздев, с которым она становились чемпионкой Эстонии (2018). Впоследствии в паре с Ильёй Юхимуком была чемпионкой Белоруссии (2021), участницей чемпионата мира (2021) и Европы (2022).

## Биография
Семенюк родилась в Таллине и там же начала заниматься фигурным катанием. В одиночном катании она провела всего год, после чего её перевели в группу танцев на льду. В двенадцать лет переехала в Москву для тренировок с местным специалистом Еленой Кустаровой. Вне льда Виктория любит прослушивать музыку и читать, также её привлекает дизайн и искусство.
Дольше всего в карьере — девять сезонов — каталась за сборную Эстонии в танцевальной паре с Артуром Груздевым. Дуэт тренировался под руководством Леи Ранд в Таллине. На юниорском уровне Семенюк и Груздев участвовали во многих соревнованиях: Гран-при, чемпионатах мира и Олимпийских играх. Во взрослом катании они завоевали золото чемпионата Эстонии сезона 2017/18. В 2019 году они прекратили сотрудничество по инициативе партнёра, решившего уйти из спорта.
После распада пары с Груздевым, Семенюк выставила анкету на спортивном сайте, откуда ей пришла заявка от белоруса Ильи Юхимука, предложившего покататься вместе. Вскоре пара начала подготовку с минским тренером Татьяной Беляевой. В дебютном сезоне они участвовали в Гран-при России и чемпионате мира, а помимо этого выиграли международный турнир Ice Star. Благодаря чему они получили премию «танцевальной пары года» по версии Белорусского союза конькобежцев.
Сезон 2021/22 ознаменовался для них победой на национальном чемпионате Белоруссии и участием в чемпионате Европы, где остановились на двадцать втором месте среди двадцати шести пар. Также в том сезоне пара планировала выступить на Nebelhorn Trophy, который являлся отборочным турниром к Олимпиаде. Но незадолго до старта у Юхимука оказался положительный тест на COVID-19, вследствие чего пара снялась с соревнований, потеряв шансы на получение олимпийской путёвки.
В 2023 году Семенюк и Юхимук были выведены из переменного состава сборной Республики Беларусь.

## Результаты
Выступления за Белоруссию в паре с Ильёй Юхимуком
| Соревнования         | 20/21         | 21/22         |
| Международные        | Международные | Международные |
| -------------------- | ------------- | ------------- |
| Чемпионат мира       | 28            |               |
| Чемпионат Европы     |               | 22            |
| Гран-при России      | 10            |               |
| Warsaw Cup           |               | 12            |
| Мемориал Дениса Тена |               | 4             |
| Ice Star             | 1             | 1             |
| LuMi Dance Trophy    | 2             |               |
| Spring Star          | 1             |               |
| Winter Star          | 3             |               |
| Национальные         |               |               |
| Чемпионат Белоруссии |               | 1             |

Выступления за Эстонию в паре с Артуром Груздевым
| Соревнования                | 14/15         | 15/16         | 16/17         | 17/18         | 18/19         |
| Международные               | Международные | Международные | Международные | Международные | Международные |
| --------------------------- | ------------- | ------------- | ------------- | ------------- | ------------- |
| Lombardia Trophy            |               |               |               | 13            |               |
| Nebelhorn Trophy            |               |               |               | 16            |               |
| Международные среди юниоров |               |               |               |               |               |
| Чемпионат мира              |               | 25            | 21            | 20            | 16            |
| Олимпийские игры            |               | 10            |               |               |               |
| Гран-при Чехии              |               |               |               |               | 13            |
| Гран-при Армении            |               |               |               |               | 10            |
| Гран-при России             |               |               | 8             |               |               |
| Гран-при Эстонии            | 13            |               | 9             |               |               |
| Гран-при Польши             |               | 13            |               |               |               |
| Гран-при Хорватии           |               | 14            |               |               |               |
| Гран-при Германии           | 14            |               |               |               |               |
| Ice Star                    | 20            |               |               |               |               |
| Volvo Open Cup              | 17            |               |               |               | 8             |
| Tallinn Trophy              | 6             | 8             | 5             | 7             | 4             |
| Национальные                |               |               |               |               |               |
| Чемпионат Эстонии           |               |               |               | 1             |               |
| ЧЭ среди юниоров            | 2             | 1             |               |               |               |